# Cryptocephalus undulatus
Cryptocephalus undulatus – gatunek chrząszcza z rodziny stonkowatych i podrodziny Cryptocephalinae.
Gatunek ten został opisany w 1854 roku przez Christiana Wilhelma Ludwiga Eduarda Suffriana i umieszczony w podrodzaju Asionus.
Chrząszcz ten wykazany został z Kazachstanu, Turkmenistanu, Uzbekistanu, Iranu, Afganistanu, Tadżykistanu i Mongolii.
Wyróżnia się dwa jego podgatunki:
- Cryptocephalus undulatus undulatus Suffrian, 1854
- Cryptocephalus undulatus fasciatointerruptus Berti et Rapilly, 1979